# عاطفة يحيى آغا

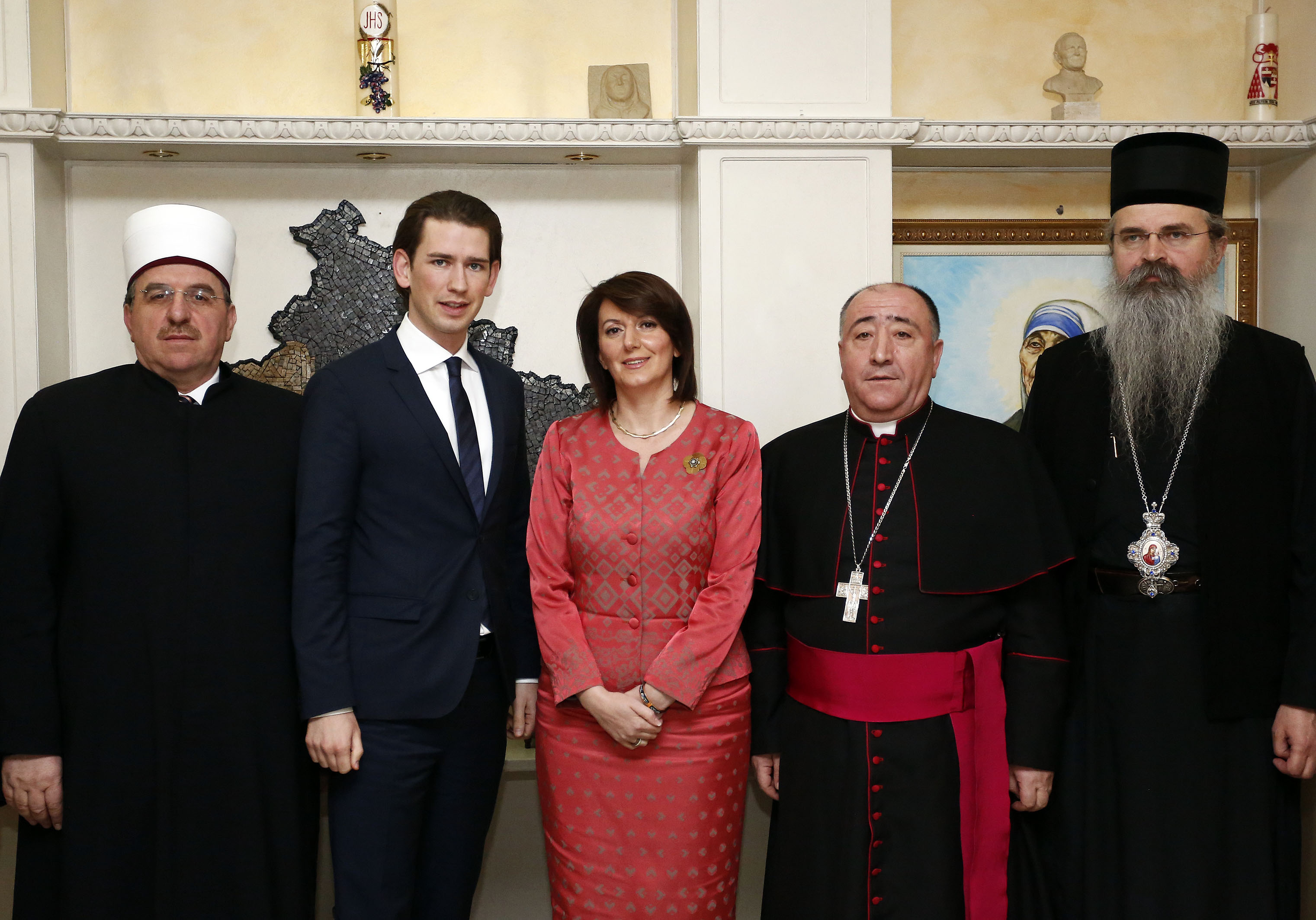

عاطفة يحيى آغا (بالألبانية: Atifete Jahjaga) رئيسة جمهورية كوسوفو من 7 أبريل 2011 وحتى 7 أبريل 2016، ولدت 20 أبريل 1975 في جاكوفا. كانت تشغل مديرة الأمن الوطني، إلى أن انتخبها البرلمان في 7 أبريل 2011، كأول امرأة ترأس هذا البلد ذي الأغلبية المسلمة. لاقى انتخابها جدلاً داخليًا وترحيبًا أوربيًا.
درست يحيى آغا الحقوق في جامعة بريشتينا، وهي تنحدر من عائلة مسلمة، وهي متزوجة وليس لها أطفال.

## تعليمها
ولدت عاطفة آغا في مدينة جاكوفا حيث انتظمت في المدارس الابتدائية والثانوية. تخرجت من كلية الحقوق في جامعة بريشتينا للقانون في عام 2000. في يوليو 2006، حضرت برنامج شهادة الدراسات العليا في إدارة الشرطة والقانون الجنائي في جامعة ليستر في المملكة المتحدة. كما تلقت تدريبا مهنيا واسع النطاق في مركز جورج سي مارشال الأوروبي للدراسات الأمنية في ألمانيا وأكاديمية مكتب التحقيقات الفدرالي الوطني في الولايات المتحدة.

## روابط خارجية
- عاطفة يحيى آغا على موقع مونزينجر (الألمانية)